# Kraví hora
Kraví hora är en kulle i staden Brno i Tjeckien. Toppen på Kraví hora är 285 meter över havet.